# 삼흥로
삼흥로(Samheung-ro)는 대한민국 경상북도 포항시 북구 두호동에서 시작하여, 흥해읍을 거쳐 연결하는 도로이다.

## 노선 경로
- 사거리 명칭 미상 - 삼호로
- 삼거리 명칭 미상 - 동부초등길
- 삼거리 명칭 미상 - 학전로
- 사거리 명칭 미상 - 새천년대로
- 삼거리 명칭 미상 - 장량로
- 사거리 명칭 미상 - 신덕로, 장량중앙로
- 교차로 명칭 미상 - 영일만대로
- 사거리 명칭 미상 - 한동로
- 사거리 명칭 미상 - 흥해로
- 교차로 명칭 미상 - 동해대로 (국도 제7호선)